# Francisco Javier Ramírez Acuña

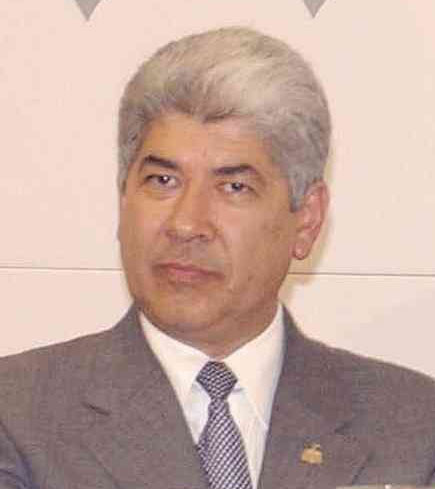
Francisco Javier Ramírez Acuña (2006)

Francisco Javier Ramírez Acuña (* 22. April 1952 in Jamay, Mexiko) ist ein mexikanischer Politiker der Partido Acción Nacional (PAN).

## Leben
Ramírez Acuña studierte Rechtswissenschaften an der Universidad de Guadalajara. Er ist seit 1969 Mitglied der PAN. 1974 wurde er zum Abgeordneten des Bundesstaates Jalisco gewählt und 1980 wiedergewählt.
Zwischen 1998 und 2000 war er Bürgermeister von Guadalajara und anschließend Gouverneur des Bundesstaats Jalisco (2000–2006). 
Unter Präsident Felipe Calderón war Ramírez Acuña Secretario de Gobernación (2006–2008). 2009/2010 war er Präsident des mexikanischen Abgeordnetenhauses. 